# Leucostoma simplex
Leucostoma simplex là một loài ruồi trong họ Tachinidae.